# Max Heinemann
Max Heinemann (* 17. September 1894; † nach 1950) war ein deutscher Politiker in der (SED). Von 1946 bis 1950 gehörte er dem Landtag von Sachsen-Anhalt an.

## Leben
Nach dem Besuch der Volksschule arbeitete Heinemann als Hilfsarbeiter und Werkstattschreiber, später wurde er Lehrer. 1931 trat er in die SPD ein, weswegen er 1933 aus dem Schuldienst entlassen wurde. Während der Zeit des Nationalsozialismus war er als Versicherungsagent tätig. Von 1942 bis 1944 kämpfte er in der Wehrmacht, dann kam er in ein Arbeitslager.
Nach der Zwangsvereinigung von SPD und KPD zur SED wurde er SED-Mitglied. Für sie wurde er bei der Landtagswahl in der Provinz Sachsen 1946 in den Landtag gewählt. In diesem leitete er den Ausschuss für Bildungswesen und Kulturangelegenheiten. Parallel dazu war er Oberregierungsrat im Volksbildungsministerium. Er hatte möglicherweise Kontakte zum Ostbüro der SPD, es kam aber zu keinem Verfahren gegen ihn.